# TalonSoft
TalonSoft — американская компания, разработчик и издатель компьютерных игр. Была основана в 1995 году Джимом Роузом и Джоном Дэвидсоном в Балтиморе, штат Мэриленд. Компания специализировалась на военных играх; многие из её игр были признаны в сообществе варгейминга.
TalonSoft была приобретена Take-Two Interactive в начале 2000 года и действовала как бренд Take-Two до тех пор, пока не была закрыта в 2005 году. В октябре 2005 года Matrix Games приобрела права на большинство игр TalonSoft, включая серии Battleground, Campaign, и Operational Art of War.

## Разработанные или изданные игры TalonSoft
- Серия Battleground
  - Battleground: Bulge-Ardennes (1995)
  - Battleground 2: Gettysburg (1995)
  - Battleground 3: Waterloo (1996)
  - Battleground 4: Shiloh (1996)
  - Battleground 5: Antietam (1996)
  - Battleground 6: Napoleon in Russia (1997)
  - Battleground 7: Bull Run (1997)
  - Battleground 8: Prelude to Waterloo (1997)
  - Battleground 9: Chickamauga (1999)
  - Battleground 10: Middle East (1997)
  - Battleground 11: East Front (1997)
- Серия Age of Sail
  - Age of Sail (1996)
  - Age of Sail II (2001)
- Серия Campaign
  - West Front (1998)
  - East Front II (1999)
  - Rising Sun (2000)
  - Divided Ground: Middle East Conflict (2001)
- Серия The Operational Art of War
  - The Operational Art of War Volume I (1998)
  - The Operational Art of War II (1999)
- Tribal Rage (1998)
- 12 O'Clock High: Bombing the Reich (1999)
- Battle of Britain (1999)
- Hidden & Dangerous (1999)
- Jagged Alliance 2 (1999)
- Hidden & Dangerous: Devil's Bridge (2000)
- Jetfighter IV (2000)
- Martian Gothic: Unification (2000)
- Codename Eagle (2000)
- Dogs of War (2000)
- Metal Fatigue (2000)
- Merchant Prince II (2001)
- StarLeader (2001)
- Age of Ironclads (1997)